# Leland Sklar
Leland Bruce "Lee" Sklar, ameriški bas kitarist, studijski glasbenik in skladatelj, * 28. maj 1947, Milwaukee, Wisconsin, Združene države Amerike. 
Leland Sklar je ameriški glasbenik in skladatelj filmske glasbe. Kot basist in studijski glasbenik je Sklar sodeloval na več kot 2000 snemanjih albumov. Sodeloval je z mnogimi znanimi izvajalci, prav tako pa je snemal glasbo za filme in televizijske oddaje.

## Začetki in kariera
Sklar je študiral glasbo na univerzi California State University v Northridgeu. Med šolanjem se je srečal z Jamesom Taylorjem, ki ga je povabil k igranju basa. Oba sta menila, da bo njuno sodelovanje kratkotrajno, vendar se je, po posneti prvi plošči, Taylorjeva kariera začela vzpenjati in sodelovanje se je nadaljevalo. Kmalu so Sklarja vabili na snemanje različni izvajalci in njegova dolga kariera se je začela. Kot studijski glasbenik je Sklar sodeloval z imeni kot so: Linda Ronstadt, James Taylor, Hall & Oates, Jackson Browne, Phil Collins, Clint Black, Reba McEntire, George Strait, Willie Nelson, Steven Curtis Chapman, Nils Lofgren, Lisa Loeb, … 

## Oprema
Sklarov najljubši inštrument je ročno izdelana bas kitara Fender Jazz Bass letnik 1962.
Leta 2004 je Sklar začel igrati na pet-strunsko bas kitaro, izdelovalca Dingwall Guitars iz Saskatoona, Saskatchewan, Kanada.
Leta 2010 je Sklar začel uporabljati bas kitaro Warwick Star Bass II, ki je postala njegov glavni studijski inštrument.
Istega leta se je Sklar pridružil Jamesu Taylorju in Carole King na turneji »Troubadour Reunion Tour«.
Leta 2013 je postal predstavnik bas kitare Warwick Star Bass II.

## Diskografija

### Albumi
- Air Supply — The Vanishing Race (1993)
- Peter Allen — I Could Have Been a Sailor (1979)
- America — Alibi (1980)
- Bronson Arroyo — Covering the Bases (2005)
- Hoyt Axton:
  - Road Songs (1977)
  - Pistol Packin' Mama/Spin of the Wheel (1998)
- Barefoot Servants:
  - Barefoot Servants (1994)
  - Barefoot Servants 2 (2005)
- Carole Bayer Sager:
  - Carole Bayer Sager (1977)
  - Too (1978)
  - Sometimes Late at Night (1981)
- Py Backman — P20Y10 (2010)
- Cat Beach— Love Me Out Loud — (2009)
- Regina Belle — Passion (1993)
- Barbi Benton — Something New (1975)
- Marc Benno and the Nightcrawlers — Crawlin (2009)
- Louis Bertignac - Suis-Moi (2014)
- Stephen Bishop — Bish (1978)
- Clint Black:
  - The Hard Way — (1992)
  - No Time to Kill — (1993)
  - Looking for Christmas — (1995)
  - Nothin' but the Taillights — (1997)
  - Christmas with You — (2004)
- Ronee Blakley — Ronee Blakley (1972)
- Suzy Bogguss:
  - Aces (1991)
  - Voices in the Wind (1992)
  - Something Up My Sleeve (1993)
  - Simpatico (1994)
  - Give Me Some Wheels (1996)
  - Nobody Love, Nobody Gets Hurt (1998)
- Karla Bonoff — Karla Bonoff (1977)
- Laura Branigan — Branigan (1982)
- Sarah Brightman — As I Came of Age (1998)
- Cate Brothers - Cate Brothers (1975)
- Jackson Browne:
  - Jackson Browne (1972)
  - For Everyman (1973)
  - The Pretender (1976)
  - Running on Empty (1977)
- Peabo Bryson/Roberta Flack — Born to Love (1983)
- Jimmy Buffett — Boats, Beaches, Bars & Ballads (1992)
- Steve Camp — Consider the Cost (1991)
- Glen Campbell — Bloodline (1976)
- Eric Carmen — Change of Heart (1978)
- Kim Carnes:
  - Kim Carnes (1975)
  - St. Vincent's Court (1979)
  - Barking at Airplanes (1985)
  - View from the House (1988)
- David Cassidy:
  - The Higher They Climb (1975)
  - Home Is Where the Heart Is (1976)
- Steven Curtis Chapman:
  - Heaven in the Real World (1994)
  - Signs of Life (1996)
- Ray Charles — My World (1993)
- Billy Cobham — Spectrum (1973)
- Joe Cocker — Heart and Soul (2004)
- Leonard Cohen — The Future (1992)
- Phil Collins:
  - No Jacket Required (1985)
  - ...But Seriously (1989)
  - Serious Hits... Live! (1990)
  - ...Hits (1998)
  - Finally, The First Farewell Tour (2004)
- Rita Coolidge:
  - Lady's Not for Sale (1972)
  - Fall into Spring (1974)
  - It's Only Love (1975)
  - Anytime, Anywhere (1977)
- Crosby & Nash:
  - Graham Nash David Crosby (1972)
  - Crosby & Nash (2004)
- Crosby, Stills & Nash:
  - Daylight Again (1982)
  - Live It Up (1990)
  - Carry On (1998)
- Crosby, Stills, Nash & Young:
  - Replay (1980)
- David Crosby:
  - Thousand Roads (1993)
- Gene Clark:
  - No Other (1974)
- Catie Curtis — Catie Curtis (1997)
- Paul D'Adamo — Tell Me Something (2010)
- Jackie DeShannon — New Arrangement (1975)
- Neil Diamond:
  - Lovescape (1991)
  - Christmas Album (1992)
- Dion — Streetheart (1976)
- Thomas Dolby — Astronauts and Heretics (1992)
- Donovan:
  - 7-Tease (1973)
  - Cosmic Wheels (1973)
  - Slow Down World (1976)
- The Doors — Full Circle (1972)
- Chris Eaton — Wonderful World (1995)
- Randy Edelman:
  - If Love Is Real (1977)
  - You're the One (1979)
- England Dan & John Ford Coley — Dr. Heckle & Mr. Jive (1978)
- Yvonne Elliman:
  - Night Flight (1978)
  - Yvonne (1979)
- Lara Fabian — Wonderful Life (2004)
- Mimi Fariña — Mimi Fariña & Tom Jans (1971)
- Kinky Friedman — Kinky Friedman (1974)
- Richie Furay — I Still Have Dreams (1979)
- Ana Gabriel — Vivencias (1996)
- Art Garfunkel:
  - Breakaway (1975)
  - Songs from a Parent to a Child (1997)
- Garou — Seul (2000)
- Giorgio— Party Of The Century — (2010)
- Vince Gill:
  - Way Back Home (1987)
  - Let There Be Peace on Earth (1993)
  - High Lonesome Sound (1996)
- Chuck Girard — Glow in the Dark (1976)
- Andrew Gold:
  - What's Wrong With This Picture? (1976)
  - All This And Heaven Too (1978)
- Amy Grant:
  - Legacy...Hymns and Faith (2002)
  - Simple Things (2003)
- Tami Gunden — Celebration (1987)
- Arlo Guthrie — Last of the Brooklyn Cowboys (1973)
- Alejandra Guzmán — Algo Natural (1999)
- Sammy Hagar — The Best Of Sammy Hagar (1992)
- Merle Haggard — Chicago Wind (2005)
- Hall & Oates:
  - Daryl Hall & John Oates (1975)
  - Bigger Than Both of Us (1976)
  - Beauty on a Back Street (1977)
- Don Henley — I Can't Stand Still (1982)
- Michael W. Herndon:
  - "Even in the Rain" (2000)
  - "The Spirit of the Sun" (2008)
- Faith Hill — Cry (2002)
- Roger Hodgson — Hai Hai (1987)
- Engelbert Humperdinck — After Dark (1996)
- Brian Hyland — Brian Hyland (1970)
- Enrique Iglesias — Vivir (1997)
- Julio Iglesias — Crazy (1994)
- Freddie Jackson — Time for Love (1992)
- Michael Jackson
- Flaco Jiménez — Partners (1992)
- John Kay — My Sportin' Life (1973)
- Sally Kellerman; "Sally" (2009)
- Casey Kelly — Casey Kelly (1972)
- Carole King — Thoroughbred (1976)
- Danny Kortchmar — Innuendo (1980)
- Kris Kristofferson:
  - Spooky Lady's Sideshow (1974)
  - Who's to Bless and Who's to Blame (1975)
  - Surreal Thing (1976)
- Kris Kristofferson and Rita Coolidge — Full Moon (1973)
- Leah Kunkel — Leah Kunkel (1979)
- Wynonna Judd — Wynonna (1992)
- Daniel Lavoie — Woman to Man (1994)
- Lisa Loeb:
  - Firecracker (1997)
  - Cake and Pie (2002)
  - Hello Lisa (2002)
- Lyle Lovett:
  - Lyle Lovett and His Large Band (1989)
  - Joshua Judges Ruth (1992)
  - The Road to Ensenada (1996)
  - Step Inside This House (1998)
- Steve Lukather
  - Lukather (1998)
  - Ever Changing Times (2008)
- The Manhattan Transfer — Offbeat of Avenues (1991)
- Amanda Marshall — Amanda Marshall (1996)
- Yumi Matsutoya:
  - The 14th Moon (1976)
  - The Gates of Heaven (1990)
  - Dawn Purple (1991)
  - Tears and Reasons (1992)
  - acacia (2001)
- Ricky Martin — Medio Vivir (1995)
- Richard Marx:
  - Rush Street (1991)
  - Paid Vacation (1993)
- McCluskey — A Long Time Coming (1978)
- Maureen McCormick — When You Get a Little Lonely (1995)
- Reba McEntire:
  - The Last One to Know (1987)
  - Sweet Sixteen (1989)
  - For My Broken Heart (1991)
  - Read My Mind (1994)
  - Starting Over (1995)
  - Greatest Collection (2004)
- Pat McGee - Pat McGee (2015)
- Roger McGuinn:
  - Roger McGuinn (1973)
  - Peace on You (1974)
  - Born to Rock & Roll (1992)
- Barry McGuire — Lighten Up (1974)
- Bette Midler — Broken Blossom (1977)
- Giorgio Moroder — Cat People (1982)
- Miyuki Nakajima:
  - Hi: Wings (1999)
  - Tsuki: Wings (1999)
  - Short Stories (2000)
  - Lullaby for the Soul (2001)
  - Otogibanashi: Fairy Ring (2002)
- Graham Nash — Innocent Eyes (1986)
- Aaron Neville:
  - Aaron Neville's Soulful Christmas (1993)
  - To Make Me Who I Am (1997)
- Randy Newman:
  - Land of Dreams (1988)
  - Randy Newman's Faust (1995)
- Joanna Newsom — Ys (2006)
- Olivia Newton-John — Making a Good Thing Better (1977)
- The Oak Ridge Boys:
  - Heart Beat (1987)
  - Monongahela (1987)
- Mike Oldfield:
  - Man On The Rocks (2014)
- Nigel Olsson — Nigel Olsson (1978)
- Jamie Owens — Growing Pains (1975)
- Twila Paris — Perennial: Songs for the Seasons of Life (1998)
- Van Dyke Parks:
  - Moonlighting: Live at the Ash Grove (1998)
  - Songs Cycled (2013)
- Dolly Parton:
  - 9 to 5 and Odd Jobs (1980)
  - Dolly, Dolly, Dolly (1980)
  - Heartbreak Express (1982)
  - Rainbow (1987)
- Laura Pausini Entre Tu y Mil Mares / Tra Te e il Mare (2000)
- Herb Pedersen:
  - Southwest (1976)
  - Sandman (1977)
  - Lonesome Feeling (1984)
- Bernadette Peters:
  - Bernadette Peters (1980)
  - Bernadette (1992)
- Shawn Phillips:
  - Faces (1972)
  - Bright White (1973)
  - Spaced (1977)
  - Transcendence (1978)
  - No Category (2002)
- Poco — Legacy — (1989)
- Point of Grace:
  - Steady On (1998)
  - Christmas Story (1999)
- Steve Poltz — One Left Shoe (1998)
- Bonnie Raitt — Nine Lives (1986)
- Willis Alan Ramsey — Willis Alan Ramsey (1972)
- Helen Reddy — Helen Reddy (1971)
- Cliff Richard — Heathcliff — (1996)
- Turley Richards — (1971)Expressions
- LeAnn Rimes:
  - Twisted Angel (2002)
  - What a Wonderful World (2004)
- Lee Ritenour — Banded Together (1984)
- Johnny Rivers — Last Train to Memphis (1998)
- Linda Ronstadt:
  - Don't Cry Now (1973)
  - Cry Like a Rainstorm, Howl Like the Wind (1989)
  - Winter Light (1994)
  - Feels Like Home (1995)
  - We Ran (1998)
  - Mi Jardín Azul: Las Canciones Favoritas (2004)
- Diana Ross:
  - To Love Again (1981)
  - Force Behind the Power (1991)
- Vasco Rossi — Buoni o Cattivi (2004)
- Jennifer Rush — Heart Over Mind (1987)
- Marta Sánchez:
  - Desconocida (1998)
  - Soy Yo (2002)
- David Sanborn — Love Songs (1976)
- Véronique Sanson:
  - Zenith 93 (1993)
  - Comme ils l'imaginent (1996)
  - Indestructible (1998)
  - D'un papillon à une étoile (1999)
- Leo Sayer — Leo Sayer (1978)
- Joey Scarbury — America's Greatest Hero (1981)
- Darrell Scott — Family Tree (1999)
- 2nd Chapter of Acts:
  - The Roar of Love (1980)
  - Singer Sower (1983)
- The Section:
  - Section (1972)
  - Forward Motion (1973)
  - Fork It Over (1977)
- Neil Sedaka:
  - Hungry Years (1975)
  - Sedaka's Back (1975)
  - Steppin' Out (1976)
  - In the Pocket (1980)
- Vonda Shepard — Heart and Soul: New Songs From Ally McBeal (1999)
- Carly Simon — Playing Possum (1975)
- Ricky Skaggs:
  - Love's Gonna Get Ya (1986)
  - My Father's Son (1991)
- Michael W. Smith:
  - I'll Lead You Home (1995)
  - Christmastime (1998)
  - Christmas Collection (2004)
- The Spencer Davis Group — Mousetrap (1972)
- Jimmie Spheeris — The Original Tap Dancing Kid (1973)
- Rick Springfield — Mission Magic (1974)
- John Stewart — The Lonesome Picker Rides Again (1971)
- Rod Stewart:
  - Atlantic Crossing (1975)
  - A Night on the Town (1976)
- Stephen Stills:
  - Stills (1975)
  - Turnin' Back the Pages (2003)
- George Strait:
  - Ocean Front Property (1987)
  - Strait Out of the Box (1995)
- Barbra Streisand — Love Like Ours (1999)
- Daryl Stuermer — Live & Learn (1998)
- Donna Summer — The Wanderer (1980)
- Talbot Bros. — Talbot Bros. (1974)
- James Taylor:
  - Mud Slide Slim and the Blue Horizon (1971)
  - One Man Dog— (1972)
  - Gorilla— (1975)
  - Greatest Hits— (1976)
  - In the Pocket— (1976)
  - JT— (1977)
  - Flag— (1979)
  - Dad Loves His Work— (1981)
  - That's Why I'm Here— (1985)
  - Never Die Young— (1988)
  - Live in Rio— (1991)
  - The Best of James Taylor— (2003)
- Kate Taylor — Sister Kate (1971)
- Livingston Taylor — There You Are Again (2005)
- Billy Thorpe:
  - Children Of The Sun (1979)
  - 21st Century Man (1981)
- Terence Trent d'Arby — Terence Trent d'Arby's Symphony or Damn (1993)
- Tanya Tucker — Should I Do It (1981)
- Michelle Tumes — Dream (2001)
- Anna Vissi — Everything I Am (2001)
- Clay Walker:
  - Clay Walker (1993)
  - Live, Laugh, Love — (1999)
  - Few Questions — (2003)
- Jennifer Warnes — Well (2001)
- The Weather Girls — Success (1983)
- Jimmy Webb:
  - Angel Heart (1982)
  - Suspending Disbelief (1993)
- Bernie Williams — The Journey Within (2003)
- Paul Williams — Back to Love Again (1999)
- Robbie Williams — Escapology (2002)
- Wilson Phillips — Shadows and Light (1992)
- Lee Ann Womack — Something Worth Leaving Behind (2002)
- Trisha Yearwood — Everybody Knows (1996)
- Takuro Yoshida — Long Time No See (1996)
- Jesse Colin Young — Walk the Talk (2003)
- Warren Zevon:
  - Excitable Boy — (1978)
  - Bad Luck Streak in Dancing School — (1980)
  - The Envoy — (1982)
  - Sentimental Hygiene — (1987)
  - I'll Sleep When I'm Dead (An Anthology) — (1996)

### Filmska glasba
- Annabelle's Wish — (1997)
- Black Dog — (1998)
- Catwalk — (1994)
- Conspiracy Theory — (1997)
- Coyote Ugly — (2000)
- Doctor Detroit
- Dr. T & the Women — (2000)
- For Love of the Game — (1999)
- Legally Blonde — (2001)
- Message in a Bottle — (1999)
- Metropolis — (1984)
- Phantom of the Paradise — (1974)
- The Postman — (1997)
- The Prince of Egypt — (1998)
- Sleepwalkers — (1992)
- Love Maximum — (1994)

### Nastopi v filmih
- Rhinestone (kot Lee Sklar) — (1984)
- Ticker (kot član skupine Blues Band Bass) — (2001)